# پیکت (ویسکانسین)
پیکت (به انگلیسی: Pickett) یک منطقهٔ مسکونی در ایالات متحده آمریکا است که در شهرستان وینه‌بگو، ویسکانسین واقع شده‌است. پیکت ۲۷۰٫۹۷ متر بالاتر از سطح دریا واقع شده‌است.